# Methia argentina
Methia argentina är en skalbaggsart som beskrevs av Bruch 1918. Methia argentina ingår i släktet Methia och familjen långhorningar. Inga underarter finns listade i Catalogue of Life.